# Бернар V д’Астарак
Бернар V (фр. Bernard V d’Astarac; 1279 — 1328) — граф Астарака с 1301 года. Старший сын Сантюля III.
В 1294 году отец женил его на Мате де Фуа — дочери Роже-Бернара, графа де Фуа. В том же году 31 октября он объявил сына совершеннолетним и передал ему управление графством в обмен на ежегодную пенсию в 2000 ливров турнуа и пожизненное владение сеньориями Мирамон, Лабежан, Гренадетта, Кастильон и Сен-Жан-де-Комталь.
В 1301 году Сантюль III умер, и Бернар V стал полноправным и единоличным правителем графства.
Возможно, он участвовал во Фландрском походе Филиппа Красивого (1304—1305) (значится в королевских списках).
От Маты де Фуа дети:
- Бернар VI, умер в 1324 или 1326 году ещё при жизни отца.
- Аманьё (ум. 1331), граф Астарака.

Вторым браком был женат на Тибурж, дочери Журдена IV д’Иль-Журден, вице-короля Сицилии, вдове Готье дю Фоссата, сеньора де Брамвак.
Бернар V последний раз упоминается в документе 1328 года. В том же или следующем году он умер.